# Óészaki nyelv

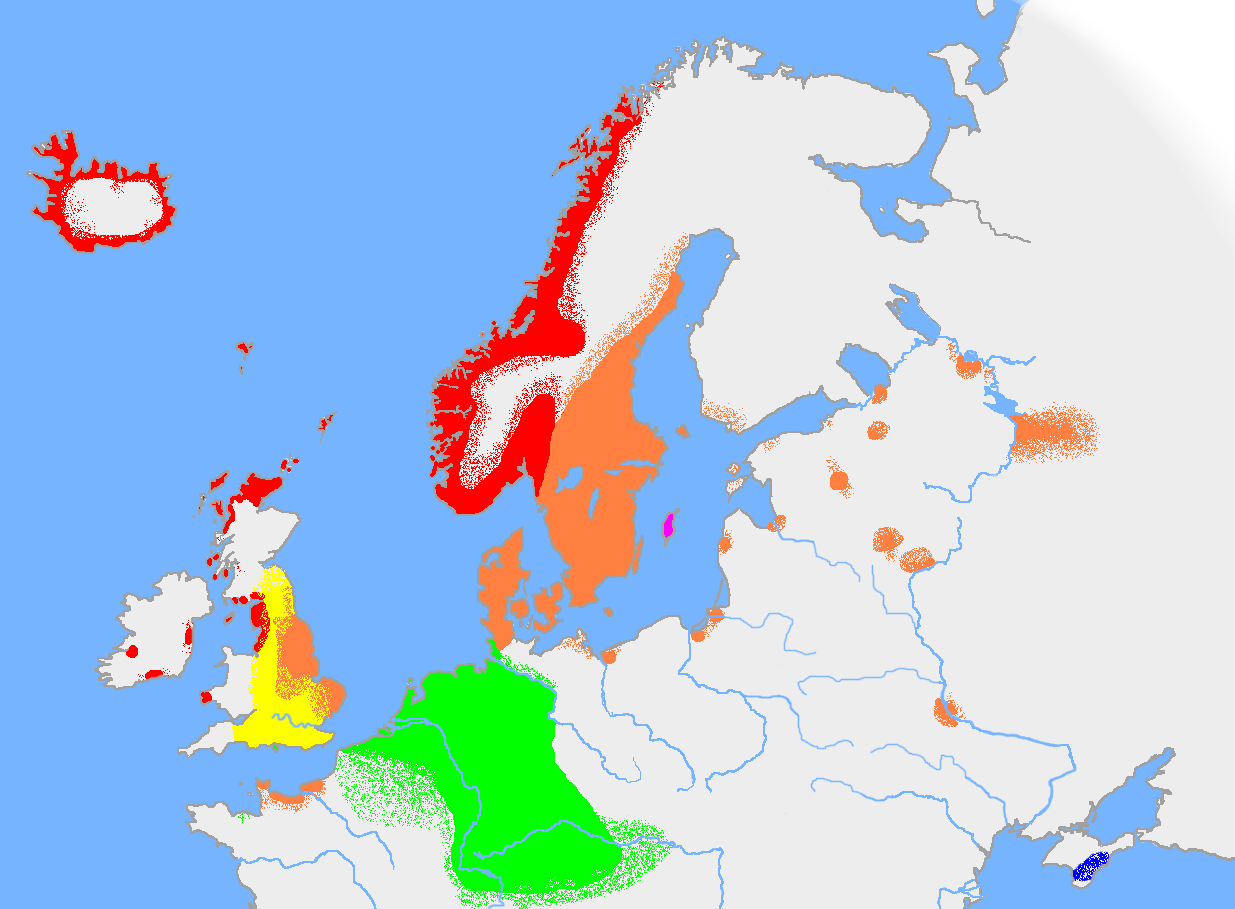
Az óészaki és további rokon nyelvek körülbelüli elterjedtsége a 10. században:
Nyugati óészaki
Keleti óészaki
Ógotlandi
Krími gót
Óangol
Egyéb germán nyelvek

Az óészaki nyelv a skandináv germánok által a Kr. u. kb. 800 és kb. 1350 között beszélt közös, csupán dialektikus különbségeket mutató nyelv, amely a mai svéd, dán, norvég, izlandi és feröeri nyelvek őse.
A szakirodalomban a „rúnasvéd” (runsvenska) kifejezéssel is illetik (→ld. Elias Wessén-nél), amely tulajdonképpen azt az északi nyelvet takarja, melyet a 16 karakteres rúnaábécével írtak le.
Az óészaki nyelv állapotára egyfelől a középkor óta elszigetelt nyelvek állapotából (azaz az izlandi és feröeri nyelvekből), valamint a csekély írásos emléket felhasználva lehet következtetni.
Az óészaki nyelvet a mai Dánia északi részén, valamint a mai Svédország és Norvégia déli területein beszélték.

## Nyelvemlékek

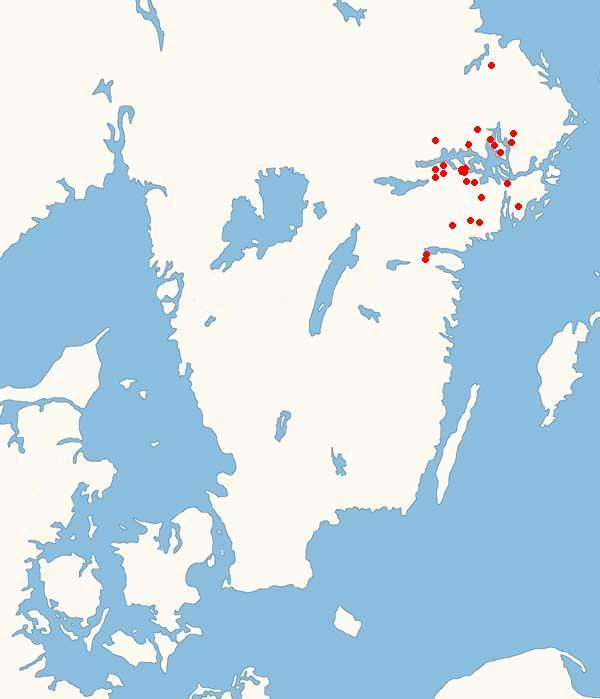
Az Ingvar-kövek elhelyezkedése Svédországban

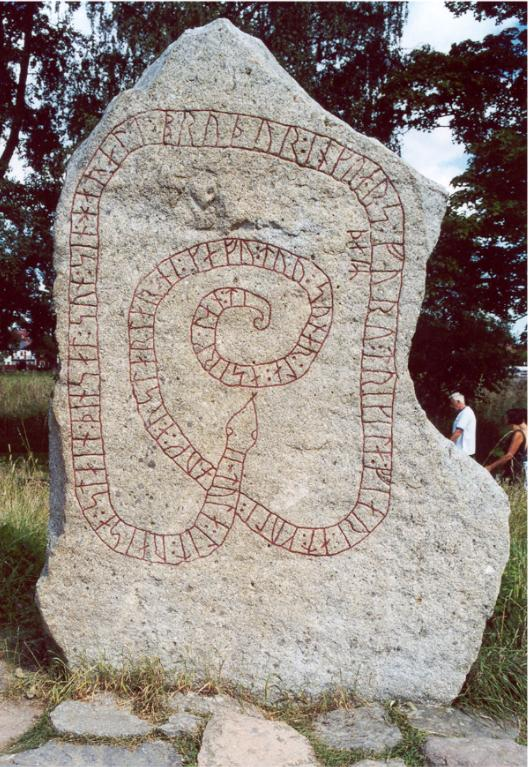
A Gripsholm-kő

A germán nyelvek Kr. u. VI. századi állapotáról alapvetően két forrás alapján tudunk tájékozódni. Egyfelől a gót Bibliafordításból, másfelől a skandináv területeken fellelhető rúnaírásokból. Utóbbi nyelvezete a gót Bibliában használt nyelvtől eltérő, mely arra enged következtetni, hogy a Kr. e. 500 körül a többi indoeurópai nyelvtől elkülönülni kezdő germán nyelvcsaládon belül erre az időre már kialakultak a regionális nyelvjárások.
A rúnaemlékek közül kb. 100-105 íródott az északi germán nyelvjárásban. Ezen feliratok datálásában nehézséget okoz, hogy nem tartalmaznak ismert eseményre, vagy személyre való utalást. A régi futhark írást a Kr. u. II. században felváltotta az új futhark, helyenként a latinbetűs írás.
Az óészaki írásbeliségének periódusában számos felirat mindennapi tárgyakon jelenik meg, például dárdahelyeken, nyílvesszőkön, pajzsokon, fésűkön, esetleg ékszereken. A köveken, elsősorban sírköveken a rúnaírás a IV. század után jelenik meg. Ez a szokás feltehetőleg Norvégiából indulhatott ki, onnan terjedt a többi skandináv területre. A skandináv területeken kívül nem találtak ilyen felirattal ellátott sírköveket.
Az egyik leghíresebb rúnaemlék az Ingvar-féle expedíció (1036–1041) emlékére felállított mintegy 60 kőfelirat, az ún. Ingvar-kövek (svédül Ingvarstenarna). Ezen kövek közül a gripsholmi kő a leghíresebb. A szövegük Ingvarról, Harald nevű testvéréről valamint az útról szól, a követ (mármint a gripsholmit) Tula (Tola) nevű anyjuk állította (a kezdő sor: Tula lit raisi stain dinsat sun sin Haralþur, bruþur Inkuars – azaz: Tula állította ezt a követ az ő fiának, Haraldnak, Ingvar bátyjának).  A kő szövege tovább így folytatódik, emléket állítva a keletre és délre menő expedíciónak:
| Þæiʀ foru drængila fiarri at gulli ok austarla ærni gafu, dou sunnarla a Særklandi. | Bátran utaztak messze aranyért és keleten (ételt) adtak a sasnak meghaltak délen Sirklandon (=Szaracénföldön) |  |

Ezek a feliratok rövidek, terjedelmük egy karakter és öt sor (tizenöt szó) között változik. Sokszor a felirat a tulajdonos nevét tartalmazza.
A feliratok közül számos nem értelmezhető.

## Fonológia

### Magánhangzók
A rúnákkal leírt óészaki nyelv öt magánhangzót tartalmazott, az i, u, e, o, a hangokat, melyeknek az e kivételével voltak hosszú és rövid párjaik. A hosszúságot azonban a rúnaírás nem jelölte, ez azonban a környezetből kikövetkeztethető. Az óészaki magánhangzók rendszere ez alapján a következők szerint ábrázolható:
```
              i   i:  u   u:  e   o   o:  a   a:
________________________________________________
magas       | +   +   +   +   –   –   –   –   –
mély        | –   –   –   –   –   –   –   +   +
kerekítéses | –   –   +   +   –   +   +   –   -
hosszú      | –   +   –   +   –   –   +   –   +
```

A fentieken kívül az óészaki használt még négy kettőshangzót, ezek: /ai/, /au/, /iu/, valamint /eu/, mely azonban valószínűleg az /iu/ egyik variánsa lehetett.

### Hangsúly
Az óészakiban már megjelent a tipikus germán hangsúlyozás, azaz a hangsúly a szó tövére esett. A ragok és előtagok hangsúlytalanok maradtak. Ez a hangsúlyozási rendszer befolyásolta a magánhangzók használatát is. Ezen szabályok eredményeként az óészaki a hangsúlyos és hangsúlytalan szótagokban más-más magánhangzókat használ. Az /i/ és az /e/ összeolvadt és i-ként íródott,, hangsúlytalan szótagban pedig nem fordul elő rövid /o/. (A rövid /o/ jelenléte a hangsúlyos szótagban egyébként az a-umlaut (ä) eredményeként jött létre.
A hangsúlytalan hosszú szótagok között az /o/ és /u/ jól elkülönülnek, azonban az /a/ kiejtése előre tolódott és e-ként íródott, akárcsak a kiejtésbeni /au/ kettőshangzó.
Hangsúlytalan, nyílt szóvégi szótagokban eredeti, kétszótagú indogermán szavak esetén a rövid mássalhangzók az /u/ kivételével már az óészaki megjelenése előtt lekoptak.

### Félhangzók
Az óészakiban félhangzók voltak a /j/ (némely írásmódban ij), valamint a /w/.

## Morfológia
Az óészaki tipikus archaikus indoeurópai nyelv, melynek morfológiája ragozásokban gazdag. A nyelvtani kategóriákat a nyelv ragok segítségével fejezte ki. Az óészaki utódjainál egyértelműen több agglutinatív tulajdonsággal bírt.

### Névszói morfológia
Az óészaki főneveket nemük, számuk és az eset szerint ragozzuk. Számos ragozási csoportot különböztetünk meg, melyeket a ragok határoznak meg.
Határozatlan A tövű névszóragozás
|      | egyes   | többes   | egyes       | többes |
| ---- | ------- | -------- | ----------- | ------ |
| Nom. | szótő+r | szótő+ar | fiskr "hal" | fiskar |
| Akk. | szótő+∅ | szótő+a  | fisk        | fiska  |
| Gen. | szótő+s | szótő+a  | fisks       | fiska  |
| Dat. | szótő+i | szótő+um | fiski       | fiskum |

Határozott A tövű névszóragozás
|      | egyes      | többes      | egyes            | többes    |
| ---- | ---------- | ----------- | ---------------- | --------- |
| Nom. | szótő+rinn | szótő+arnir | fiskrinn "a hal" | fiskarnir |
| Akk. | szótő+inn  | szótő+ana   | fiskinn          | fiskana   |
| Gen. | szótő+sins | szótő+anna  | fisksins         | fiskanna  |
| Dat. | szótő+inum | szótő+unum  | fiskinum         | fiskunum  |

### Személyes névmások
Az óészaki nyelvben még megvolt a kettes szám, így ez látható a személyes névmások esetében is. A következő táblázatban a személyes névmások ragozása látható:
|                | Alanyeset | Tárgyeset  | Birtokoseset | Részeseset          |
| -------------- | --------- | ---------- | ------------ | ------------------- |
| én             | ek        | mik        | minn, mínn   | mér                 |
| te             | þú        | þik        | þinn, þínn   | þér                 |
| ő hímnem       | hann      | hann       | hans         | hánum, honum, hónum |
| ő nőnem        | hon, hón  | hana, hána | hennar       | henni               |
| ő semlegesnem  | þat       | þat        | þess         | því                 |
| mi ketten      | vit       | okkr       | okkar        | okkr                |
| ti ketten      | þit       | ykkr       | ykkar        | ykkr                |
| mi             | vér       | oss        | várr         | oss                 |
| ti             | þér       | yðr        | yðar         | yðr                 |
| ők hímnem      | þeir      | þá         | þeirra       | þeim                |
| ők nőnem       | þær       | þær        | þeirra       | þeim                |
| ők semlegesnem | þau       | þau        | þeirra       | þeim                |

### Igei szerkezetek
Alább a Gripsholm-kő első mondata látható óészakiul, valamint szókészletileg a neki megfelelő svéd, angol és német nyelvű rokon változatok. Így látható egyben az is, mennyit változtak a szavak.
|         | A Gripsholm-kő első mondata                                                       |
| ------- | --------------------------------------------------------------------------------- |
| óészaki | Tula lit raisi stain þinsat sun sin Haralþur bruþur Inkuars                       |
| svéd    | Tola lät resa den här stenen åt sin son Harald, Ingvars bror                      |
| angol   | Tola let raise this stone for her son Harald, brother of Ingvar                   |
| német   | Tola lässt errichten diese Stein für sein Sohn Harald, Ingvars Bruder (errichten) |

### Szórend
Mint fentebb is látható, az óészaki nyelv szórendje nem tért el különösen a mai leánynyelveinek és rokonnyelveinek szórendjétől. Tehát:
Birtokos formák esetén a birtok megelőzte a birtokost, akin egy -s szuffixum látható.

## Lásd még
- Óészaki irodalom